# بی‌مصرف‌ها (فیلم ۲۰۰۰)
بی‌مصرف‌ها (به انگلیسی: The Expendables) یک تله‌فیلم، اکشن آمریکایی محصول سال ۲۰۰۰ به کارگردانی جانت مایرز و بازی برت کالن، رابین گیونز، ایدالیس دلئون و تمپست بلدسو است. این فیلم در ۲۵ آوریل ۲۰۰۰ از شبکه یواس‌ای نتورک پخش شد.

## خلاصه داستان
گروهی از محکومان زن برای مأموریتی برای نجات یک زن از زندان کوبا داوطلب می‌شوند.

## بازیگران
- برت کالن در نقش دیکن
- رابین گیونز در نقش رندی
- ایدالیس دلئون در نقش ور (در نقش ایدالیس د لئون)
- تمپست بلدسو در نقش تانیکا
- جنیکا برگر در نقش سو
- کریستی کوناوی در نقش نیکولین
- جنیفر بلانک در نقش کریستین
- جولی کارمن در نقش جکی
- مگان کاوانا در نقش سرپرست زندان (در نقش مگان کاوانا)
- تام بری در نقش تایلر
- آنت هلده در نقش رزا
- آیلین وایزینگر در نقش آنا (در نقش آیلین ویزینگر)
- ویل سزارس در نقش خورخه
- دیوید نورونا در نقش رامونه
- عمر ینیگو در نقش ماکیتو